# 레이첼 (2000년)
레이첼(Rachel, 본명: 성나연, 2000년 8월 28일~)은 대한민국의 前 걸 그룹 에이프릴 멤버였다.

## 학력
- 경복초등학교 (졸업)[1]
- East/West Sylvan Middle School (자퇴)
- 중학교 졸업학력 및 고등학교 입학자격 검정고시 (합격)
- 서울공연예술고등학교 실용무용과 (졸업)

## 생애
레이첼(성나연)은 2000년 8월 28일 대한민국 서울특별시 강남구 대치동에서 태어났다. 초등학생 시절부터 7년간 발레를 전공했다. 2013년도에 가족과 함께 미국에 갔으며 미국 오리건주 포틀랜드에서 4년간 거주했다.
2016년도 가을즘에 가수가 되고 싶어서 홀로 한국에 와서 여러 기획사에 오디션 참가 신청을 했다.
레이첼은 DSP 미디어 오디션 당일 어머니, 이모, 삼촌, 할머니이랑 같이 대동해서 오디션 장소에 들어가서 오디션을 봤으며 단번에 합격했다.
같은 해 11월 24일 에이프릴의 새로운 멤버로 합류했으며, 2달간의 연습생 생활을 거친후, 2017년 1월 4일에 데뷔를 하였다.
같은 해 서울공연예술고등학교 실용무용과에 시험을 봐서 합격했다. 2018년 3월 2일 신입생으로 입학했고, 성적 우수 장학생으로 선정됨. 미국 유학으로 인해 2년 늦게 고등학교에 입학했으며, 2021년 2월 5일 졸업을 했다.
2017년 3월 30일부터 8월 25일까지 양예나와 함께 EBS 1 《싱 앤 댄스 - 동요 구출작전》의 MC로 출연했으며, 레이첼은 율동을 의미하는 동요나라 비밀요원 ‘율’을 맡아 다양한 동요와 율동을 선보였다.
2018년 2월 15일에 방송된 MBC 《설특집 2018 아육대》에서 리듬 체조 부문에 출전해서 볼연기를 선보였으며 11.7점을 받아 금메달을 수상했다.
같은 해 5월 28일부터 7월 30일까지  MBC SPORTS+의  리얼 당구 예능 《7전 8큐 시즌 2》에 출연했으며,
9월 15일부터 방영하는 OGN 《정복자들 시즌3 : 파밍웨이 to SWC》에 양예나와 함께 출연했다. 이후 11월 24일부터 2019년 1월 5일까지  tvN에서 방영한 《탐나는 크루즈》에 출연 했다.
2019년 2월 5일에 방송된  MBC 《2019 설특집 아육대》에서 리듬체조 부문에서 곤봉 연기를 선보였고 13.20이라는 역대 최고점을 받아 작년에 이어 올해도 금메달을 수상했다.

## 음반 외 활동

### 방송
| 연도 | 방송사      | 제목                                                               | 역할     | 날짜                       | 참고          |
| 2017 |             |                                                                    |          |                            |               |
| ---- | ----------- | ------------------------------------------------------------------ | -------- | -------------------------- | ------------- |
| 2017 | EBS 1       | 생방송 톡!톡! 보니하니                                             | 특별출연 | 3월 29일                   |               |
| 2017 | 국방TV      | 리얼 병영 톡! 행군기                                               | 출연자   | 5월 13일                   |               |
| 2017 | 국방TV      | 리얼 병영 톡! 행군기                                               | 출연자   | 5월 20일                   |               |
| 2017 | MBC 뮤직    | 아이돌 투어                                                        | 게스트   | 8월 10일                   |               |
| 2018 | MBC         | 설특집 2018 아이돌스타 육상 볼링 양궁 리듬체조 에어로빅 선수권대회 | 참가자   | 2월 15일                   | 리듬체조 부문 |
| 2018 | MBC SPORTS+ | 7전 8큐 시즌 2                                                     | 고정출연 | 5월 28일 ~ 7월 30일        |               |
| 2018 | OGN         | 정복자들 시즌3 : 파밍웨이 to SWC                                   | 고정출연 | 9월 15일 ~ 11월 3일        |               |
| 2018 | OGN         | 게임돌림픽                                                         | 참가자   | 11월 23일 ~ 12월 8일       |               |
| 2018 | tvN         | 탐나는 크루즈                                                      | 고정출연 | 11월 24일 ~ 2019년 1월 5일 |               |
| 2018 | OGN         | 2018 게임돌림픽 : 신게임돌의 탄생                                  | 참가자   | 12월 22일 ~12월 24일       |               |
| 2019 | OGN         | 게임돌림픽 2019 : 골든카드                                         | 출연자   | 7월 13일 ~ 7월 14일        |               |
| 2019 | SBS Plus    | 좋은 친구들                                                        | 출연자   | 9월 29일 ~ 10월 6일        |               |
| 2019 | 네이버 NOW  | 어벤걸스                                                           |          | 8월 14일                   |               |

### 진행
| 방송사  | 제목                     | 역할    | 기간                              |
| ------- | ------------------------ | ------- | --------------------------------- |
| EBS 1TV | 싱 앤 율 - 동요 구출작전 | 고정 MC | 2017년 3월 30일 ~ 2017년 8월 25일 |

### 라디오
| 방송일                              | 방송사        | 제목      | 역할     | 참고                           |
| ----------------------------------- | ------------- | --------- | -------- | ------------------------------ |
| 2017년 11월 14일 ~ 2017년 12월 22일 | 아리랑 라디오 | K-Poppin' | 고정출연 | Any Song You Want (A-You) 코너 |